# Liste der Baudenkmale in Burweg
In der Liste der Baudenkmale in Burweg sind alle Baudenkmale der niedersächsischen Gemeinde Burweg aufgelistet. Die Quelle der  Baudenkmale ist der Denkmalatlas Niedersachsen. Der Stand der Liste ist der 3. November 2020.

## Allgemein
In den Spalten befinden sich folgende Informationen:
- Lage: die Adresse des Baudenkmales und die geographischen Koordinaten. Kartenansicht, um Koordinaten zu setzen. In der Kartenansicht sind Baudenkmale ohne Koordinaten mit einem roten Marker dargestellt und können in der Karte gesetzt werden. Baudenkmale ohne Bild sind mit einem blauen Marker gekennzeichnet, Baudenkmale mit Bild mit einem grünen Marker.
- Bezeichnung: Bezeichnung des Baudenkmales
- Beschreibung: die Beschreibung des Baudenkmales. Unter § 3 Abs. 2 NDSchG werden Einzeldenkmale und unter § 3 Abs. 3 NDSchG Gruppen baulicher Anlagen und deren Bestandteile ausgewiesen.
- ID: die Objekt-ID des Baudenkmales
- Bild: ein Bild des Baudenkmales, ggf. zusätzlich mit einem Link zu weiteren Fotos des Baudenkmals im Medienarchiv Wikimedia Commons. Wenn man auf das Kamerasymbol klickt, können Fotos zu Baudenkmalen aus dieser Liste hochgeladen werden:

## Burweg

### Gruppe: Hofanlage Bauernreihe 21
Die Gruppe hat die ID 30898272. Die Hofanlage besteht aus einem großen Wohn-/Wirtschaftsgebäude von 1860 und einem direkt südlich daneben liegenden kleinen Stallgebäude, das etwa zeitgleich errichtet wurde.

| Lage                                      | Bezeichnung               | Beschreibung | ID       | Bild |
| ----------------------------------------- | ------------------------- | --- | -------- | ---- |
| Bauernreihe 21 53° 37′ 30″ N, 9° 16′ 6″ O | Wohn-/ Wirtschaftsgebäude | Großes Hallenhaus in Fachwerk mit Backsteinausfachung, unter Halbwalmdach in Reetdeckung. Fast quadratische Gefache in gleichmäßiger Aufteilung. Errichtet 1860 (i) durch den Meister „MS J. JUHLS“. Reich verzierter gründerzeitlicher Seiteneingang in der Südfassade. | 30903406 | BW   |
| Bauernreihe 21 53° 37′ 30″ N, 9° 16′ 7″ O | Nebengebäude              | Kleines Nebengebäude in Fachwerk mit Backsteinausfachung, unter Vollwalmdach in Reetdeckung. Errichtet wohl zeitgleich zum Hauptgebäude um 1860 als Stall. | 30903424 | BW   |

### Gruppe: Feldsteinkirche Kirchhof Horst
Die Gruppe hat die ID 30898334. Die Feldsteinkirche St. Petri aus dem 13. Jahrhundert wird umgeben vom alten Friedhof mit Grabsteinen, vorwiegend des 18. Jahrhunderts, und alten Bäumen.

| Lage                                       | Bezeichnung | Beschreibung | ID       | Bild           |
| ------------------------------------------ | ----------- | --- | -------- | -------------- |
| Kirchhof Horst 53° 38′ 23″ N, 9° 16′ 42″ O | Kirche      | Die Kirche St. Petri Horst/Burweg ist eine Saalkirche aus Feldsteinen unter ziegelgedecktem Satteldach, mit eingezogenem quadratischem Chor und Apsis, erbaut in der Mitte des 13. Jahrhunderts; die Westwand aus Backstein etwas jünger, davor ein hölzerner Glockenturm unter schiefergedecktem Helm, der 1797 und 1959 erneuert wurde. In Schiff, Chor und Apsis Rundbogenfenster mit verputzten Laibungen, an den Längsseiten des Schiffes je ein niedriges Rundbogenportal, die Bögen der einmal getreppten Laibungen hier aus Backstein. Im Inneren nach oben Abschluss mit flachen Holzdecken, eingebaute einfache Emporen; schlichte Ausstattung des 17. bis 19. Jahrhunderts: Klassizistisches Altarretabel vom Anfang des 19. Jahrhunderts; vor einer in Grisaille gemalten Tempelfront ein plastischer Kruzifixus des 17. Jahrhunderts sowie ein polygonaler Kanzelkorb aus derselben Zeit. | 30903660 | Weitere Bilder |
| Kirchhof Horst 53° 38′ 23″ N, 9° 16′ 42″ O | Kirchhof    | Der Kirchhof von Burweg-Horst liegt auf einer Geestkuppe unweit der Oste. Er ist besetzt mit zahlreichen alten Grabsteinen des 18. Jahrhunderts sowie altem Baumbestand. | 49978779 | BW             |

### Einzelbaudenkmale
| Lage                                                        | Bezeichnung               | Beschreibung | ID       | Bild           |
| ----------------------------------------------------------- | ------------------------- | --- | -------- | -------------- |
| DB-Linie Stade-Cuxhaven, Burweg 53° 37′ 55″ N, 9° 15′ 30″ O | Eisenbahnbrücke           | Eisenbahnbrücke der Linie Stade-Cuxhaven in Stahlfachwerk (Behelfsbrücke Typ R), errichtet 1934, erneuert nach 1945. Die Brücke führt auf dem Gemeindegebiet von Hechthausen weiter (ID: 39553968).                        | 30903500 | Weitere Bilder |
| Schulweg 1 53° 36′ 48″ N, 9° 15′ 25″ O                      | Schule                    | Giebelständiger eingeschossiger Backsteinbau mit ausgebautem, verputztem Dachgeschoss, unter Halbwalwdach in Ziegeldeckung. Erbaut 1911 als Schule von Burweg.                                                             | 30903623 | BW             |
| Milchstelle 5 53° 37′ 20″ N, 9° 17′ 9″ O                    | Wohn-/ Wirtschaftsgebäude | Zur Straße giebelständiges Fachwerkgebäude mit Backsteinausfachung, unter Satteldach in Reetdeckung, Wohnteil mit Halbwalm. Errichtet in der zweiten Hälfte des 19. Jahrhunderts.                                          | 30903589 | BW             |
| Im Schacht 3 53° 37′ 48″ N, 9° 16′ 37″ O                    | Wohn-/ Wirtschaftsgebäude | Großes Fachwerkgebäude mit Backsteinausfachung, unter Satteldach in Reetdeckung, am Wohnende Halbwalm. Gleichmäßiges, engmaschiges Gitterfachwerk. Errichtet 1862 (i) durch „M[eister] J. JULIUS [möglicherweise =JUHLS]“. | 30903570 | BW             |

## Blumenthal

### Gruppe: Hofanlage Op de Högen 1
Die Gruppe hat die ID 30898323. Der ehemalige Lokaterhof Op de Högen 1 in Blumenthal besteht aus einem großen Wohn-/Wirtschaftsgebäude und einer  firstparallel dazu angeordneten Scheune. Historisches Hofpflaster ist erhalten.

| Lage                                     | Bezeichnung               | Beschreibung | ID       | Bild |
| ---------------------------------------- | ------------------------- | --- | -------- | ---- |
| Op de Högen 1 53° 37′ 6″ N, 9° 14′ 17″ O | Wohn-/ Wirtschaftsgebäude | Großes Fachwerkgebäude mit Backsteinausfachung, unter reetgedecktem Satteldach. Wirtschaftsgiebel im oberen Drittel verbrettert, Wohngiebel massiv ersetzt. Erbaut 1881 (i), Wohngiebel 1928 (i) erneuert. | 30903149 | BW   |
| Op de Högen 1 53° 37′ 6″ N, 9° 14′ 18″ O | Scheune                   | Fachwerkbau mit Backsteinausfachung, teilweise massiver Sockel, unter Satteldach in Reetdeckung, am westlichen Giebel mit Walm. Errichtet im 19. Jahrhundert.                                              | 30903169 | BW   |

### Gruppe: Hofanlage Ostestraße 34
Die Gruppe hat die ID 30898302. Die Hofanlage Ostestraße 34 besteht aus einem Wohn-/Wirtschaftsgebäude der Zeit um 1850 und einer etwa zeitgleich errichteten Querscheune.

| Lage                                     | Bezeichnung               | Beschreibung | ID       | Bild |
| ---------------------------------------- | ------------------------- | --- | -------- | ---- |
| Ostestraße 34 53° 36′ 45″ N, 9° 14′ 8″ O | Wohn-/ Wirtschaftsgebäude | Fachwerkbau mit Backsteinausfachung, unter reetgedecktem Halbwalmdach. Errichtet um 1850.                                                                                          | 30903244 | BW   |
| Ostestraße 34 53° 36′ 45″ N, 9° 14′ 6″ O | Scheune                   | Große Querscheune mit zwei Quereinfahrten. Fachwerkbau mit Backsteinausfachungen, Wände teilweise verbrettert. Unter Reetdach mit Walm und einseitiger Kübbung. Errichtet um 1850. | 30903264 | BW   |

### Gruppe: Hofanlage Ostestraße 50
Die Gruppe hat die ID 30898312. Die Hofanlage umfasst ein Wohn-/Wirtschaftsgebäude von 1858 und eine etwa zeitgleich errichtete Scheune. Südwestlich dieser Scheune befindet sich ein Göpelplatz, die Hofanlage besitzt zudem alten Eichenbestand.

| Lage                                      | Bezeichnung               | Beschreibung | ID       | Bild |
| ----------------------------------------- | ------------------------- | --- | -------- | ---- |
| Ostestraße 50 53° 36′ 42″ N, 9° 13′ 35″ O | Wohn-/ Wirtschaftsgebäude | Großer Fachwerkbau auf teilmassivem Sockel, unter reetgedecktem Satteldach, am Wohnteil mit Walm. Errichtet 1858 (i) vom Meister (MST) J. JUHLS.                                                                           | 30903301 | BW   |
| Ostestraße 50 53° 36′ 42″ N, 9° 13′ 34″ O | Scheune                   | Querscheune aus Fachwerk mit Backsteinausfachung, unter reetgedecktem Walmdach. Göpelplatz mit kreisrundem Backsteinpfad für ein Göpelpferd südwestlich der Scheune. Errichtet in der zweiten Hälfte des 19. Jahrhunderts. | 30903319 | BW   |

### Einzelbaudenkmale
| Lage                                      | Bezeichnung               | Beschreibung | ID       | Bild |
| ----------------------------------------- | ------------------------- | --- | -------- | ---- |
| Erlenweg 2 53° 36′ 35″ N, 9° 13′ 17″ O    | Wohn-/ Wirtschaftsgebäude | Vierständerbau in Fachwerk mit Backsteinausfachung, unter reetgedecktem Satteldach, am Wohnteil mit Halbwalm; Erdgeschoss des Wohnteils massiv in Backstein; mit Abseiten. Erbaut im 19. Jahrhundert. | 30903128 | BW   |
| Ostestraße 14 53° 37′ 11″ N, 9° 14′ 57″ O | Wohn-/ Wirtschaftsgebäude | Großes traufständiges Fachwerkgebäude mit Backsteinausfachung unter reetgedecktem Halbwalmdach. Errichtet 1798 (i). Jüngerer seitlicher Stallanbau.                                                   | 30903225 | BW   |
| Ostestraße 70 53° 36′ 27″ N, 9° 12′ 49″ O | Scheune                   | Kleine Scheune in Fachwerk mit Lehmausfachung, unter Satteldach in Reetdeckung. Errichtet im 19. Jahrhundert.                                                                                         | 30903337 | BW   |

## Bossel

### Einzelbaudenkmale
| Lage                                      | Bezeichnung               | Beschreibung | ID       | Bild |
| ----------------------------------------- | ------------------------- | --- | -------- | ---- |
| Buristalda 14 53° 36′ 45″ N, 9° 15′ 19″ O | Wohn-/ Wirtschaftsgebäude | Zweiständerbau aus Fachwerk mit Backsteinausfachung, unter reetgedecktem Halbwalmdach. Errichtet im 19. Jahrhundert. Jüngerer Stallanbau an der nördlichen Traufseite.                                          | 30903372 | BW   |
| Dörpstroot 11 53° 36′ 43″ N, 9° 15′ 41″ O | Wohn-/Wirtschaftsgebäude  | Traufständiger Fachwerkbau mit Backsteinausfachung, Straßenfassade massiv erneuert; unter Satteldach in Reeteindeckung, am Wirtschaftsgiebel ein Halbwalm. Errichtet in der ersten Hälfte des 19. Jahrhunderts. | 30903389 | BW   |